# 費多里夫卡 (維什戈羅德區)
50°52′54″N 30°16′29″E / 50.88167°N 30.27472°E
費多里夫卡（烏克蘭語：Федорівка）是位於烏克蘭北部的村莊，由基辅州维什霍罗德区的季梅爾市鎮負責管轄。該村始建於1926年，面積1.8平方公里，海拔高度136米，2001年人口401，人口密度每平方公里221.1人。